# Zodiac XL

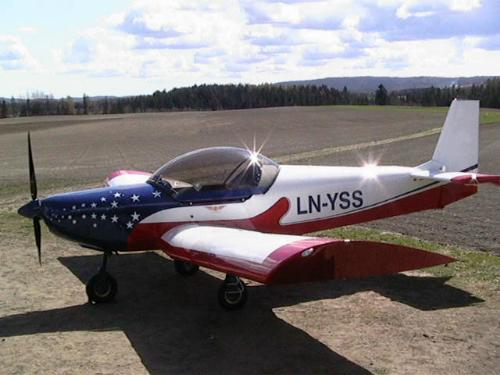
Zodiac CH601

Die Zodiac CH601XL von Zenith Air ist ein aerodynamisch gesteuertes Ultraleichtflugzeug, das es sowohl als Bausatz, wie auch als fertiges Flugzeug gibt.
Die XL ist ein Ganzmetall-Tiefdecker für zwei Personen, deren Konzept, einfache Bauweise kombiniert mit Standardmaterialien, entwickelt von C. Heintz zu sehr guten Flugeigenschaften führt.
Die Zodiac XL ist mit verschiedenen Motoren (Rotax, Lycoming) lieferbar.
Der Bausatz erfreut sich großer Beliebtheit, da dieser, durch die Metallbauweise, ohne teures Spezialwerkzeug fertiggestellt werden kann.
Häufig werden in Deutschland, Österreich oder Schweiz selbstgebaute Zodiac XL in der Experimental Klasse zugelassen, da hier höhere Zuladungen erreicht werden.
Die Zodiac XL ist eine Weiterentwicklung der seit 1984 gebauten Zodiac CH601 Serie. Die XL hat eine neuere Tragflächengeometrie als die Vorgänger HD und HDS.
Seit August 2008 vertreibt Zenith Air die aufgebesserte Version CH650 mit vergrößerter Cockpithaube und geändertem Seitenleitwerk.
Im Dezember wurde durch den DAeC der Zodiac XL Beschränkungen aufgelegt, nachdem in Holland eine XL abstürzte. Die Lufttüchtigkeitsanweisung hob damit ein seit September 2008 aufgelegtes Flugverbot auf.

## Technische Daten
| Kenngröße (Rotax 912S)    | Daten                                                                                 |
| ------------------------- | ------------------------------------------------------------------------------------- |
| Baujahr(e)                | seit 2001                                                                             |
| Hersteller                | Zenith Air als Bausatz oder Fertigflugzeug                                            |
| Spannweite                | 8,23 m                                                                                |
| Länge                     | 6,10 m                                                                                |
| Höhe                      | 1,98 m                                                                                |
| Flügelfläche              | 12,30 m²                                                                              |
| Leermasse                 | 312 kg (Rotax 912)                                                                    |
| max. Startmasse           | 595,0 kg                                                                              |
| Besatzung                 | 1+1                                                                                   |
| min. Geschwindigkeit Vso  | 70 km/h                                                                               |
| Reisegeschwindigkeit      | ca. 200 km/h                                                                          |
| Höchstgeschwindigkeit Vne | 290 km/h                                                                              |
| Tankinhalt                | 92 l                                                                                  |
| Motor                     | 912, 914, Jabiru 2200 und Jabiru 3300, Lycoming IO-235 und Continental O-200 (100 PS) |
| Leistung                  | 80 – 120 PS                                                                           |